# Federazione pallavolistica del Benin
La Federazione beninese di pallavolo (fra. Fédération Beninoise de Volley-Ball, FBV) è un'organizzazione fondata per governare la pratica della pallavolo in Benin.
Organizza il campionato maschile e femminile, e pone sotto la propria egida la nazionale maschile e femminile.
Ha aderito alla FIVB nel 1964.